# Zlatko Ožbolt
Zlatko Ožbolt (Karlovac, 18. kolovoza 1965.) hrvatski je kazališni, televizijski i filmski glumac.

## Filmografija

### Televizijske uloge
- "Mjesto zločina" kao Zvonimir Bilić (2014.)
- "Jugoslavenske tajne službe" kao Dobroslav Čulafić (2012.)
- "Stipe u gostima" kao Lukin otac (2011.)
- "Dolina sunca" kao Robert Matošević (2009.)
- "Bračne vode" kao gospodin Sviličić (2008.)
- "Zakon ljubavi" kao Vjeran Klaus (2008.)
- "Bitange i princeze" kao čovjek u crnom (2008.)
- "Ponos Ratkajevih" kao Dr. Maslović (2007.)
- "Obični ljudi" kao Dr. Petar Kovač (2006. – 2007.)
- "Ljubav u zaleđu" kao Petar Malek (2005. – 2006.)

### Filmske uloge
- "Neke druge priče" kao gost na partiju (2010.)
- "Slučajna suputnica" kao Ivan Puzina (2004.)
- "Garcia" (1999.)
- "Ljeto za sjećanje" (1990.)
- "Katarina Druga" (1987.)

### Sinkronizacija
- "Dolittle" kao Arnall Stubbins (2020.)
- "Sedmi patuljak" kao Mrki (2014.)
- "101 dalmatinac (serija)" (2010.)
- "Legenda o Tarzanu (serija)" (2009.)
- "Garfield 2: Priča o dvije mačke" kao gospodin Hobbs (2006.)
- "Lassie" kao Hutlon (2005.)
- "Digimon" (2002.) kao Joe
- "Čarobni mač" kao vitez i stražar (1999.)
- "Gospodar prstenova" kao Celeborn i gostioničar (1999.)
- "Željezni div" kao Dean McCoppin (1999.)
- "Scooby-Doo: Otok Zombija" (1999.)
- "Stuart Mali, 2" kao Ferdo Mali (1999., 2002.)
- "Pocahontas II: Povratak Johna Smitha" (ne-Disneyjev film) kao John Smith (1996.)
- "10 Božjih zapovijedi" kao Ramzes II. i Mojsijev otac (GoodTimes Entertainment)
- "Silvestrove i Čičijeve tajne" kao Hektor (glasovni efekt u nekim epizodama), američki predsjednik, doktor, španjolski policajac, irski konobar u pubu, član klana MacRorry #1, japanski chef majstor, Ed MekKifla, havajski spasilački stražar na plaži, avionski kontaktor i Sven Golly
- "Looney Tunes" kao Sam ("Konzervirane nevolje")
- "Tom i Jerry" kao radio spiker ("Jerry i lav") i miš Mišičavko
- "Superman: Animirana Serija"
- "Batman: Animirana Serija" kao Harvey Dent / Dvolični
- "Posljednji Mohikanac" kao Uncas i Francuski general (Burbank Films Australia)
- "Zatočenik Zende" kao Princ Rudolf (Burbank Films Australia)
- "Pustolovine Toma Sawyera i Huckleberry Finn" kao Huckleberry "Huck" Finn (Burbank Films Australia)
- "Odisej" kao Odisej (Burbank Films Australia)
- "Crna strijela" kao Ellis Duckworth, Richard od Gloucestera, otac i građanin #2 (Burbank Films Australia)
- "Petar Pan" kao Petar Pan (Burbank Films Australia)
- "Čovjek sa željeznom maskom" kao Fouquet, Frula, pripovjedač, zatvorski čuvar, gusar #1 i #2 (Burbank Films Australia)
- "Tri mušketira" kao Aramis i vojvoda od Buckinghama (Burbank Films Australia)
- "Don Quijote" (Burbank Films Australia)
- "Mali roboti" kao Prugi

## Vanjske poveznice
- Stranica na Komedija.hr  Arhivirana inačica izvorne stranice od 15. ožujka 2013. (Wayback Machine)
- Zlatko Ožbolt u internetskoj bazi filmova IMDb-u (engl.)